# تونی هچ
تونی هچ (انگلیسی: Tony Hatch؛ زادهٔ ۳۰ ژوئن ۱۹۳۹) موسیقی‌دان اهل بریتانیا است.